# Gladiolus dichrous
Gladiolus dichrous là một loài thực vật có hoa trong họ Diên vĩ. Loài này được (Bullock) Goldblatt miêu tả khoa học đầu tiên năm 1989 publ. 1990.